# فلوربی‌پروفن
فلوربی‌پروفن (انگلیسی: Flurbiprofen) عضوی از خانواده مشتقات فنیل آلکانوئیک اسید از داروهای ضدالتهابی غیراستروئیدی (NSAIDs) است. این دارو عمدتاً به‌عنوان یک ضدمیوتیک قبل از عمل (در محلول چشمی) و همچنین به‌صورت خوراکی برای آرتریت یا درد دندان نشان داده می‌شود. عوارض جانبی آن مشابه ایبوپروفن است.
این دارو در سال ۱۹۶۴ ثبت شد و در سال ۱۹۸۷ برای استفاده پزشکی تأیید شد. همچنین در سال ۱۹۸۸ در ایالات متحده تأیید شد.

## عوارض نامطلوب
در اکتبر ۲۰۲۰، سازمان غذا و داروی ایالات متحده (FDA) برچسب دارو را برای همه داروهای ضدالتهابی غیراستروئیدی به‌روزرسانی کرد تا خطر مشکلات کلیوی در نوزادان متولد نشده را که منجر به کاهش مایع آمنیوتیک می‌شود، توصیف کند. آنها توصیه می‌کنند از مصرف NSAID در زنان باردار در هفته ۲۰ یا پس از بارداری خودداری کنند.